# Catanele (okręg Aluta)
Catanele – wieś w Rumunii, w okręgu Aluta, w gminie Schitu. W 2011 roku liczyła 800 mieszkańców.